# CarX Rally
CarX Rally es un videojuego de carreras de rally desarrollado y publicado por CarX Technologies para Android e iOS. Fue lanzado el 30 de diciembre de 2020. Es la cuarta entrega de la serie CarX.

## Jugabilidad
CarX Rally es un juego de rally en el que se conducen coches de alta cilindrada para recorrer intensos circuitos naturales. Aprovechando al máximo la potencia de cada vehículo se intenta superar a los otros pilotos a la par que se lucha por mejorar marcas.
Al comienzo de CarX Rally apenas se puede hacer uso de un par de coches, poco a poco se van desbloqueando nuevos vehículos con los que completar cada trazado. En cualquier caso, el juego ofrece la posibilidad de adaptar los controles al estilo de conducción a preferencia del jugador. Esto permite utilizar flechas de dirección, un volante virtual o hacer uso del giroscopio del terminal. Para acelerar y frenar basta con pulsar sobre los pedales de aceleración y frenado.
CarX Rally cuenta con un apartado visual cuya calidad puede ajustar al potencial de cada dispositivo. Si se opta por la experiencia ultra se observa con todo lujo de detalle cada zona del circuito y todas las partes mecánicas de los distintos vehículos.
CarX Rally permite correr en diferentes entornos. Conduciendo se intenta batir todos los tiempos de los oponentes.